# 辉河
辉河（穆麟德轉寫：Koi bira），位于中华人民共和国内蒙古自治区东北部，是伊敏河左岸支流，上游称辉腾高勒（汉语拼音字母：Huiten Gôl），发源于鄂温克族自治旗南部大兴安岭乌月山东北，自南向北流，河道弯曲，呈半月形，构成鄂温克族自治旗与新巴尔虎左旗两旗界河，过新巴尔虎左旗新宝力格苏木后转东流进入鄂温克族自治旗境内，于巴彦塔拉达斡尔族乡以北汇入伊敏河。河长437千米，流域面积11470平方千米，河道平均比降0.15‰。年均径流量1.47亿立方米。辉河上游森林广布，中下游流经沙丘和沼泽地。已建有辉河国家级自然保护区。